# NGC 7048
NGC 7048 – mgławica planetarna położona w gwiazdozbiorze Łabędzia. Została odkryta 19 października 1878 roku przez Édouarda Jean-Marie Stephana.